# Tipus nomenclatural
En taxonomia, el tipus nomenclatural o tipus és un espècimen particular o un grups d'espècimens d'un organisme del qual s'ha fet una descripció científica que justifica el nom científic d'una espècie. El tipus és un exemple que serveix per centralitzar el trets que defineixen un tàxon en particular. Abans del segle xx, en botànica, un tipus era un tàxon i no una espècie.
Un tàxon és una agrupació científica d'organismes amb altres organismes semblants, un conjunt que inclou alguns organismes i n'exclou d'altres, a partir d'una descripció detallada publicada (per exemple, una descripció d'una espècie) i de la provisió de material tipus, que normalment està disponible per la seva anàlisi científica en algun museu d'història natural o institució similar.

## Espècimen tipus
Segons un precís conjunt de normes establertes en el Codi Internacional de Nomenclatura Zoològica (ICZN) i el Codi Internacional de Nomenclatura d'algues, fongs i plantes (ICN), el nom científic de tots els tàxons gairebé sempre es basa en un espècimen particular, o en algunes parts. El tipus és de gran importància per als biòlegs, especialment per als taxonomistes. Els tipus solen ser espècimens físics que es mantenen en una col·lecció de recerca de museus o herbari, encara que de vegades s'ha designat una imatge d'un individu com el tipus. La descripció de les espècies i el nomenament de espècimens tipus forma part de la nomenclatura científica i la taxonomia.
En identificar material, un científic intenta aplicar el nom d'un tàxon a un espècimen o grup d'espècimens en funció de la seva comprensió dels tàxons rellevants, basant-se en (almenys) haver llegit les descripcions del tipus, preferiblement basades en un examen de tot el material tipus de tots els tàxons rellevants. Si hi ha més d'un tipus descrit i tots semblen el mateix tàxon, el nom més antic té prioritat i es considera el nom correcte. Si, d'altra banda, l'espècimen sembla no haver estat mai nomenat, el científic o un altre expert qualificat seleccionen un espècimen tipus i publiquen un nou nom i una descripció oficial.
Aquest procés és crucial per a la ciència de la taxonomia biològica. Les idees sobre com s'han d'agrupar els éssers viu canvien i canvien amb el pas del temps. Com sabem que el que anomenem Canis lupus serà el mateix, o aproximadament el mateix, que el que s'anomenarà Canis lupus d'aquí a 200 anys? És possible comprovar això perquè hi ha un exemplar particular de llop conservat a Suècia i tothom que utilitza aquest nom, independentment del que pugui significar a més, inclourà aquest exemplar en particular.
Segons el codi de nomenclatura aplicat a l'organisme en qüestió, un tipus pot ser una mostra, un cultiu, una il·lustració o (mitjançant el codi bacteriològic) una descripció. Alguns codis consideren que el tipus és tàxon subordinat, encara que segons el codi botànic, el tipus és sempre un espècimen o una il·lustració.
Per exemple, a la col·lecció de recerca del Museu d'Història Natural de Londres, hi ha un exemplar d'ocell classificat amb el número 1886.6.24.20. Aquest és un espècimen d'ocell comunament conegut com a arpella pintada, que actualment porta el nom científic Circus assimilis. Aquest exemplar en particular és l'holotip d'aquesta espècie; El nom Circus assimilis es refereix, per definició, a l'espècie d'aquest espècimen en particular. Aquesta espècie va ser nomenada i descrita per Jardine i Selby el 1828, i l'holotip va ser col·locat a la col·lecció del museu per a què altres científics poguessin referir-se en cas de necessitat.
Cal tenir en compte que, com a mínim, per als exemplars tipus, no hi ha cap requisit d'utilitzar un individu "comú". Els gèneres i les famílies, especialment els establerts pels primers taxonomistes, tendeixen a anomenar-se segons les espècies més "comunes", encara que no sempre és així i, a causa de canvis en la sistemàtica, poden no ser comuns. Per això, de vegades s'utilitza el terme "tipus portanom" o "onomatòfor" per indicar el fet que els tipus biològics no defineixen individus o tàxons "comuns", sinó que fixen un nom científic a una unitat taxonòmica específica.
L'ús del terme tipus és una mica complicat pels usos lleugerament diferents que es fan en botànica i en zoologia. A PhyloCode, les definicions basades en el tipus es reemplacen per definicions filogenètiques.

## Classes de tipus
- Holotip: l'espècimen o una part d'un espècimen utilitzada en la primera descripció d'una espècie o d'un tàxon específic.[6]
- Isotip: és un duplicat de l'holotip, que forma part de la col·lecció original.[7]
- Lectotip: espècimen o element seleccionat a partir de material original per a servir com a tipus quan no es va assignar un holotip amb la primera publicació o per pèrdua del mateix. El lectotip s'ha de triar entre els isotips. Si no existeixen isotips s'ha de triar entre els sintips. Si tampoc hi ha sintips es tria un neotip.
- Sintip: és un dels espècimens citats originalment per l'autor, el qual no va designar un holotip o que ha enumerat simultàniament diversos exemplars com a tipus.[8]
- Neotip: és un espècimen o qualsevol altre element escollit com a tipus quan manca tot el material en el qual es basa el nom del tàxon.[9]
- Paratip: cadascun dels espècimens d'una sèrie tipus que no sigui l'holotip. La sèrie tipus és el material citat a la publicació original on es descriu el tàxon i que no va ser descartat per l'autor per a ser material tipus.[10]

Els tipus (holotip, lectotip o neotip) d'un nom d'una espècie o d'un tàxon infraespecífic, consisteix en un espècimen únic o en qualsevol altre element, excepte per les plantes herbàcies petites i la majoria de plantes no vasculars, en les quals el tipus pot consistir en diversos individus que s'han de conservar de manera permanent sobre un mateix plec d'herbari o preparació. Els espècimens tipus de noms de tàxons de plantes actuals s'han de conservar de manera permanent i no poden ser plantes vives o en un cultiu (de vegades poden ser una figura o una descripció).

## Tipificació
La tipificació és el procés d'indicació o designació d'un tipus. Es tracta d'un requeriment necessari dels Codis Internacionals de Nomenclatura Botànica i Zoològica per l'aplicació dels noms científics. La funció és la d'assegurar la màxima estabilitat possible de la nomenclatura, alhora que és compatible amb la naturalesa dinàmica del sistema taxonòmic.
A continuació s'exemplifica com es designa el tipus del nom científic d'una nova espècie (Gymnopogon toldensis):
| « | Gymnopogon toldensis Sulekic & Rúgolo, sp. nov. TIPO: Argentina, Salta, Depto. Santa Victoria, El Angosto, 5 km a l'E de Los Toldos, 1600 msnm, 17-III-1986, Sulekic, Novara & Neumann 810 (holotip SI; isotip Herb. Sulekic). | » |

El tipus designa un exemplar d'herbari (denominat pel cognom dels col·lectors i un número de col·lecció: «Sulekic, Novara & Neumann 810») amb el seu lloc corresponent («Argentina, Salta, Dept. Santa Victòria, El Angosto, 5 km a l'E de Los Toldos, 1600 msnm») i data de col·lecció («17-III-1986»). S'informa, a més, a quin herbari es conserva l'holotip (en aquest cas, l'herbari de l'Institut Darwinion, amb codi internacional «SI») i es designa l'isotip.
En el següent exemple es mostra la manera de designar els neotips: 
| « | Calibrachoa pubescens (Spreng.) Stehmann, comb. nov. Nierembergia pubescens Spreng., Syst. Veg. 1: 615. 1825. TIPO: Uruguay. Montevideo, 1926-1930, J. Anderson 97 (neotip BM! designat aquí). Observació. En el protòleg no s'indica material de referència. Segons Fries, la descripció de Sprengel està basada en material col·leccionat per Sellow, dipositat a l'Herbari del Museu Botànic de Berlín-Dahlem (B), el qual no s'ha pogut localitzar o probablement hagi estat destruït. Per aquesta raó s'ha decidit designar un neotip. | » |

En aquest cas, el taxònom João R. Stehmann no va trobar l'exemplar tipus de Nierembergia pubescens i, davant la sospita que hagués estat destruït, va designar un neotip: l'exemplar J. Anderson 97.